# Таарауск

Колесо — символ Таара

Та́арауск (эст. taarausk — «вера Таара») — реконструктивистское неоязыческое движение в Эстонии. Основное направление движения связано с возвеличиванием Таара, известного из Хроник Ливонии как высший бог жителей острова Сааремаа. Современная история движения начинается с 1933 года. Последователи Таарауска объединены вместе с последователями другой разновидности эстонского неоязычества — Маауска (эст. maausk)— в общественную организацию «Маавалла Кода». 
Создатели движения исходили из того, что верования развиваются и должны соответствовать современным научным истинам. Они считали, что собственная вера Эстонии разрушена и её необходимо воссоздать. Поскольку народные верования считались устаревшими и бесполезными, были разработаны новые религиозные обряды и традиции.
В основе учения Таара лежат следующие утверждения: 
- Я верю в завтрашний день.
- Я верю, что завтра будет лучше, чем сегодня.
- Я верю, что завтра будет лучше, чем сегодня, если я внесу в это свой вклад. Таара поможет!

Согласно переписи населения Эстонии 2011 года, к религиозному движению Таарауск себя причислили 1047 жителей страны или 0,10 % от общего числа жителей в возрасте 15 лет и старше.
По данным переписи населения 2021 года, таара-верующими себя считают 1770 жителей Эстонии (0,16 % от общего числа жителей в возрасте 15 лет и старше).